# Vollsjö
Vollsjö is een plaats in de gemeente Sjöbo in Skåne de zuidelijkste provincie van Zweden. De plaats heeft 788 inwoners (2005) en een oppervlakte van 95 hectare.